# Fontinalis bovei
Fontinalis bovei là một loài Rêu trong họ Fontinalaceae. Loài này được Cardot mô tả khoa học đầu tiên năm 1892.